# Thomas Le Clear
Thomas Le Clear (Owego, 17 de março de 1818 — Rutherford, 26 de novembro de 1882) foi um pintor americano.

## Biografia
Le Clear vendeu suas primeiras pinturas, cópias de uma pintura de São Mateus, quando tinha 12 anos. Começou a dedicar-se à arte profissionalmente antes de ter qualquer instrução formal. Aprendia estudando sozinho os quadros de outros artistas. Aos 14 anos, em 1832, mudou-se para a cidade de London, no Canadá, com seu pai, onde continuou a dedicar-se a pintura. Mais tarde, pintou retratos em Elmira e Rochester, antes de ir morar em Nova York, em 1839, quando tinha 21 anos. Lá estudou vários anos com o pintor Henry Inman. De 1844 a 1860, viveu em Buffalo, onde foi um dos membros fundadores da Academia de Belas Artes de Buffalo. Retornou a Nova York no começo da década de 1860, sendo lá eleito como acadêmico na Academia Nacional de Desenho.[carece de fontes?]
Le Clear morreu de Pleurisia em 26 de novembro de 1882, em sua casa na localidade de Rutherford, Nova Jérsei.